# رون هاريس (لاعب هوكي جليد)
رون هاريس هو لاعب هوكي جليد كندي، ولد في 30 يونيو 1942 في مونتريال في كندا.

## وصلات خارجية
- رون هاريس على موقع دوري الهوكي الوطني (الإنجليزية)
- رون هاريس على موقع EliteProspects.com (الإنجليزية)
- رون هاريس على موقع HockeyDB.com (الإنجليزية)
- رون هاريس على موقع Hockey-Reference.com (الإنجليزية)